# Rai Radio 1
Rai Radio 1 è la prima emittente radiofonica pubblica italiana, di proprietà della Rai. Attualmente il canale è trasmesso dal centro di produzione Rai di Saxa Rubra a Roma, ed è diretto da Nicola Rao.

## Storia

### Gli inizi
La radio italiana nacque ufficialmente il 6 ottobre 1924, alle ore 21, con l'annuncio di Maria Luisa Boncompagni della prima trasmissione, in onde lunghe, dell'Unione Radiofonica Italiana (URI). Inizialmente, i programmi furono limitati a musica classica, bollettini meteorologici e notizie di borsa. L'URI, nata da un accordo tra le maggiori compagnie del settore, ebbe il monopolio delle trasmissioni radiofoniche in Italia. Ben presto, la radio divenne uno strumento di propaganda del regime fascista. L'Agenzia Stefani, fedele a Benito Mussolini, fornì le notizie che venivano trasmesse, garantendo un controllo stretto sull'informazione. Con la trasformazione dell'URI in Ente Italiano per le Audizioni Radiofoniche (EIAR) nel 1928, la radio si affermò come un potente mezzo di comunicazione di massa a disposizione del regime. Nonostante il controllo politico, la radio si diffuse rapidamente in tutto il Paese. Vennero aperte nuove stazioni a Milano, Napoli e Torino, e si iniziò a sperimentare nuove forme di trasmissione, come i collegamenti da treni e aerei. L'EIAR cercò di coniugare informazione, divertimento e propaganda politica, conquistando un pubblico sempre più vasto. Nel 1933, il regime promosse la diffusione della radio nelle zone rurali con la Radiorurale, un ricevitore a basso costo destinato a scuole e istituti governativi. Questo progetto permise a milioni di italiani di entrare in contatto con la lingua italiana standard e con i contenuti radiofonici.
Tra il 1933 e il 1934 si delinearono per la prima volta due reti radiofoniche nazionali: il 17 dicembre 1933 le stazioni di "Milano II" e "Torino II" iniziarono a trasmettere i programmi delle stazioni meridionali (Roma, Napoli e Bari, fra loro collegate via cavo), mentre il 18 marzo 1934 la stazione di "Roma II" iniziò a trasmettere i programmi delle stazioni settentrionali (Torino, Milano e Genova, anch'esse fra loro collegate via cavo).

#### L'uccellino della radio
L'uccellino della radio è una sequenza di quattro suoni simili a cinguettii, usata un tempo dalla EIAR e poi dalla Rai negli intervalli di trasmissione in onde medie e corte, soprattutto quando cambia la stazione che trasmette il segnale.
Oggi è ancora in uso, sebbene in forma ridotta: viene trasmesso con un solo cinguettio prima dei Giornali Radio Regionali su Rai Radio 1, mantenendo la sua funzione simbolica nella programmazione radiofonica italiana.

### Il periodo bellico
La guerra d'Etiopia del 1935 segnò una svolta nell'utilizzo della radio in Italia: le cronache di guerra divennero un nuovo genere radiofonico, trasmettendo la propaganda del regime in tempo reale; allo stesso tempo, la radio coprì eventi sportivi come i Mondiali di calcio, consolidando il suo ruolo di mezzo di comunicazione di massa: nasce la cosiddetta "diretta". Con l'espansione coloniale, la radio italiana raggiunse l'Estremo Oriente e le Americhe, diffondendo la propaganda fascista a livello internazionale. Nonostante l'uso politico, la radio si affermò anche come mezzo di intrattenimento familiare: la programmazione venne studiata per coinvolgere un pubblico sempre più ampio, e il numero di abbonati crebbe rapidamente. La diffusione di apparecchi radio economici, come il Radiomarelli "Balilla", contribuì a rendere la radio accessibile a tutti. Con l'entrata dell'Italia nella seconda guerra mondiale, il 23 giugno 1940, la radio divenne uno strumento di propaganda ancora più potente. Tutti i programmi furono dedicati a sostenere lo sforzo bellico e a diffondere i messaggi del regime. Tuttavia, la crescente difficoltà della guerra e la diffusione di notizie contrastanti minarono la credibilità della propaganda fascista: l'ascolto clandestino delle emittenti alleate divenne sempre più diffuso, mettendo in discussione l'egemonia della radio italiana, mentre la diffusione di voci alternative contribuì a indebolire il consenso al regime e a favorire la caduta del fascismo.
Le trasmissioni radiofoniche vennero unificate per tutte le stazioni, fino al 14 giugno 1942 quando riprese la programmazione separata in due canali nell'orario serale che si chiamarono rispettivamente "Programma A" e "Programma B".

### La RAI e l'avvento della TV
Nel 1945 il sistema radiofonico italiano fu riunificato sotto la Radio Audizioni Italia (RAI), una società a capitale privato controllata dalla Società Idroelettrica Piemonte (SIP), che organizzò i trasmettitori superstiti in due reti:
- "Rete Rossa", con sede a Roma e uffici a Firenze, comprendeva stazioni del centro-sud e alcune del nord;
- "Rete Azzurra", con sede a Torino e uffici a Milano, includeva stazioni del nord e alcune del centro-sud.

Dalla conclusione della Seconda Guerra Mondiale all'introduzione della televisione, la radio in Italia subì una profonda trasformazione. Nel 1949 la RAI riuscì a ricostruire completamente in appena quattro anni i trasmettitori danneggiati durante il conflitto. Nel 1951, la dirigenza decise di ristrutturare la programmazione, un processo preceduto l'anno precedente dall'istituzione della rete culturale: il "Terzo Programma", fu trasmesso tramite la nuova rete a modulazione di frequenza; a dicembre, furono istituiti i tre "Programmi Nazionali". Nel 1954 iniziarono le trasmissioni televisive e "Radio Audizioni Italia" fu ribattezzata "RAI - Radiotelevisione Italiana". Sebbene la radio venisse messa in ombra dal nuovo mezzo televisivo, non scomparve ma si trasformò e si adattò occupando nuove fasce orarie: mentre la TV divenne l'inevitabile appuntamento della prima serata, la radio ampliò la sua offerta per rimanere "accesa" 24 ore su 24, sviluppando una programmazione notturna. I nuovi programmi radiofonici miravano a catturare sempre più l'attenzione del pubblico giovanile e delle casalinghe, di conseguenza il palinsesto si adeguò alla concorrenza dei programmi televisivi, evidenziando le differenze tra i due mezzi. Quegli anni furono caratterizzati dal boom economico, dall'automobile che non era più un privilegio di pochi e dalla diffusione dell'autoradio. La radio divenne simbolo di libertà, la colonna sonora del desiderio di movimento. Per la radiofonia italiana fu come una seconda giovinezza.

### Radiouno
La riforma della RAI del 1975 introdusse il pluralismo nell'emittenza radio-televisiva, segnando la fine del tradizionale centralismo dell'azienda e avviando un necessario processo di rinnovamento. La definizione dei palinsesti divenne sempre più cruciale per attrarre e fidelizzare il pubblico. Furono così create le tre reti "Radiouno", "Radiodue", "Radiotre" e le tre testate radiofoniche "GR1", "GR2", "GR3".

### Terzo millennio
Nell'agosto 2004, Radio 1 cessò di essere ricevibile in onde lunghe a seguito dello spegnimento del trasmettitore di Caltanissetta, l'unico ancora presente in Italia ad adottare tale tecnologia. Nello stesso anno, rimase l'unica emittente del servizio pubblico, e tra le poche in Italia, a trasmettere nella banda delle onde medie, nelle quali venne identificata con il nome di "Rai OM Unica", con un palinsesto leggermente diverso rispetto a quelli irradiati in FM e digitale.
Col passare degli anni, la copertura in onde medie dell'emittente si ridusse progressivamente: i 60 impianti operativi nel 2011 diminuirono a 13 nel decennio successivo. Anche questi vennero definitivamente spenti (compreso il ripetitore del canale radio in lingua slovena) l'11 settembre 2022, data in cui la Rai abbandonò definitivamente le onde medie.
Dopo la dismissione degli impianti in onde medie, i programmi in lingua slovena e l’Ora della Venezia Giulia continuarono ad essere trasmessi via satellite, garantendo la copertura alle minoranze linguistiche interessate.
Rai Radio 1 prosegue quindi le proprie trasmissioni su numerose frequenze in FM, DAB+, digitale terrestre, satellite.

## Palinsesto
Il palinsesto è prevalentemente incentrato sull'informazione e l'approfondimento, con varie edizioni quotidiane del Giornale Radio, trasmissioni d'approfondimento giornalistico su politica, cronaca, economia, attualità, sport, e musica.
Trasmette, in esclusiva ed in diretta, tutte le partite della Nazionale di calcio dell'Italia, oltre ai grandi eventi calcistici come Mondiali ed Europei. È legato al calcio il suo programma più longevo, Tutto il calcio minuto per minuto.
Ospita tre notiziari regionali al giorno (dal lunedì al venerdì alle 7:18, 12:10 e 18:30) a cura delle redazioni regionali della TGR.

### Programmazione
Con la dismissione delle onde medie conclusa l'11 settembre 2022, quando l'orario di programmazione era dalle 6:00 alla mezzanotte, l'emittente trasmette 24 ore su 24 indipendentemente dal mezzo di diffusione.
La sigla di inizio e fine delle trasmissioni che è possibile ascoltare ogni giorno poco prima della mezzanotte e poco prima delle 5:00 è l'inno nazionale. Nel corso degli anni ha subito vari arrangiamenti, e dal 2019 è eseguito dall'Orchestra Sinfonica Nazionale della Rai diretta da Fabio Luisi.

#### Attualmente in onda
- Ascolta, si fa sera, spazio di riflessione interreligiosa su temi dell'attualità e dello spirito
- Babele, settimanale all'insegna del dialogo interreligioso
- Caffè Europa, programma di approfondimento e curiosità sull'Europa
- Culto evangelico, programma in convenzione a cura della Federazione delle chiese evangeliche italiane
- Domenica Sport, contenitore di informazione sportiva
- Est Ovest, trasmissione della TGR che raccoglie cronache e voci dal nordest dell'Europa
- Eta Beta, programma dedicato all’innovazione, alla tecnologia e al futuro
- Extratime, programma che si concentra sul racconto sportivo
- Formato famiglia, programma che affronta le complesse dinamiche familiari
- GR1,  il giornale radio di Rai Radio 1
- Igorà-Tutti in piazza, programma che racconta il mondo dell'informazione e della comunicazione, nonché i fatti di stretta attualità, con Igor Righetti (dal 17 settembre 2023).[17]
- Il mix delle 23, dall'archivio di Mixer e La storia siamo noi, Giovanni Minoli analizza, attualizzandoli, i grandi avvenimenti del passato (dal 16 febbraio 2023).[18]
- Il pescatore di perle, storie, avvenimenti e personaggi del Novecento italiano, sconosciuti al grande pubblico o quasi dimenticati, con Carlo Albertazzi (dal 25 gennaio 2020).[19]
- Incontri d'autore, programma del weekend dedicato ai libri e al mondo dell'editoria
- In viaggio con Francesco, un focus sulla rassegna stampa nazionale ed internazionale su Papa Francesco e un dibattito aperto all'insegna del dialogo francescano
- Inviato speciale, settimanale di reportage, approfondimenti e inchieste (da aprile 1997).[20]
- Italia sotto inchiesta, racconta l'Italia che va e quella che non va, partendo dalle notizie di attualità e con la bussola sui temi della giustizia, delle leggi e della legalità offesa, sempre dalla parte dei cittadini
- La finestra su San Pietro, rubrica di informazione religiosa. All'interno:
  - Santa Messa (curata dalla Radio Vaticana prima e dalla CEI poi)
  - Angelus del papa
- La nota del giorno, trasmissione narrativa tra note e notizie con la presenza in studio di ospiti musicali, con John Vignola
- La Radio in comune, un viaggio alla riscoperta dell'Italia (e non solo!) nelle parole dei grandi scrittori del passato
- L'aria che respiri, settimanale dedicato all'ambiente e all'ecologia
- Le storie di Radio1, racconti dell'Italia di oggi e di domani
- Madeleine,  programma di interviste e approfondimento culturale a carattere intimo e introspettivo, trasmesso dall'8 giugno 2024 ogni sabato mattina alle 6:30 e condotto da Mariella Venditti
- Mangiafuoco sono io, grandi casi di cronaca, misteri irrisolti, storie dei personaggi che ancora animano passato e presente, curiosità e dibattiti (dal 13 novembre 2017)[21]
- Mary Pop, il salotto radiofonico notturno che porta ovunque, con gli spazi tipici del magazine
- Numeri Primi, una narrazione che prende spunto da eventi e personaggi dello sport proposti in parallelo alla cronaca, alla storia, alla politica, con il giornalista Francesco Graziani (dal 6 ottobre 2023)[22]
- Quel che resta del giorno, il pensiero dello scrittore Vittorio Schiraldi sulle trasformazioni che giorno per giorno cambiano le abitudini e gli stili di vita
- Radio1 All Music, rotazione musicale notturna
- Radio1 Musica, programma musicale
- Radio1 Night Club, programma musicale
- Radio1 Plot Machine, gara di racconti inediti e gioco del "Miniplot" (da un incipit, una breve storia in poche righe), con Vito Cioce e Marcella Sullo (dal 24 agosto 2015)[23][22]
- Radio anch'io, la vetrina di Radio 1, i grandi temi di attualità, i protagonisti in diretta con gli ascoltatori
  - Radio anch'io Sport, settimanale a cura della redazione sportiva
- Radio di Bordo, voci dal mare, tra grandi avventure e momenti di vita quotidiana
- Prima Fila, cinema, teatro, musica, letteratura, davanti e dietro le quinte
- Sabato Sport, Contenitore di informazione sportiva
- Sette su sette, ogni sabato e domenica, il risveglio di Radio 1 affidato alla musica con una selezione delle novità discografiche più interessanti della settimana, accompagnate da notizie su eventi e personaggi di tendenza del mondo della musica
- Sportello Italia,  spazio di inchieste, reportage e focus con gli ascoltatori su pensioni, bollette, fisco, condominio ed altro ancora, sempre al servizio dei cittadini (dal 2023?)
- Stereonotte, contenitore musicale notturno
- Supernova, storie e musica da altri mondi
- Te la do io l'arte, settimanale dedicato all'arte e agli artisti
- Tra poco in edicola, rassegna stampa notturna, con Stefano Mensurati
- Tutti in classe, settimanale dedicato al mondo della scuola
- Tutto il calcio minuto per minuto, appuntamento storico del Giornale radio, con i campionati di Serie A e B.
- Un giorno da pecora, trasmissione irriverente e scanzonata, dove i politici parlano il linguaggio della gente comune
- Vittoria, donne protagoniste si raccontano, famose e comuni, potenti e in difficoltà
- Voci dal mondo, settimanale di attualità e politica estera
- Zapping, i fatti del giorno raccontati, commentati e discussi con ospiti autorevoli e ascoltatori
- Zona Cesarini, radiocronache sportive, interviste, dibattiti, letteratura sportiva, le ultime notizie, curiosità e musica

#### Precedentemente in onda
- Accadde domani, viaggio nella storia, rubrica di documenti sonori dal Novecento fino ai giorni nostri.
- Il ComuniCattivo, programma quotidiano sui linguaggi della comunicazione, con Igor Righetti (dal 30 giugno 2003 al 4 aprile 2014).[24]
- Andata e ritorno, racconto della provincia italiana e della cronaca locale.
- A tutto campo, programma di attualità sportiva.
- Beat Connection, contenitore musicale pomeridiano.
- Bianco e nero, programma sul fatto del giorno con due ospiti in contrapposizione.
- Chiave di lettura
- Donne in prima linea
- Forrest, programma di satira.
- Fuorigioco, racconto dei fatti principali del giorno.
- Gioco a Premier, programma di attualità politica. (2018?)
- Global tutto è economia, programma economico.
- Golem (idoli e televisioni), programma di critica e cultura dei media ideato e condotto da Gianluca Nicoletti, su Rai Radio 2 dal 1993 al 1997, poi Rai Radio 1 fino alla sua conclusione nel 2004.
- La Radio ne parla, trasmissione di servizio (al 2010 al 2015).
- L'estate di Radio1, contenitore estivo mattutino.
- L'ultima spiaggia
- Manuale d'Europa, programma d'approfondimento sull'Unione europea.
- Non sono obiettivo, programma con Oliviero Toscani.
- Notti d'estate
- Prima Radio1, programma mattutino di attualità.
- Radio1 Beat Club
- Radio1 Hit Story, programma musicale.
- Radio1 Music Club, condotto dal critico musicale John Vignola, il programma lanciato nel 2014 ha offerto un viaggio narrativo attraverso la musica, esplorando le sue connessioni con il cinema, la società e la letteratura, e ha accumulato oltre 1.250 puntate nel corso di un decennio.
- Restate scomodi, programma di approfondimento giornalistico con interviste, inchieste, ospiti in diretta.
- Sanremo Night, tutte le canzoni del festival dalla A alla Z.
- Seconda classe, racconto della provincia italiana e della cronaca locale.
- Senza Titolo, rassegna stampa satirica con Claudio Sabelli Fioretti e Giorgio Lauro, in onda tra ottobre 2017 e giugno 2018.[25]
- Siamo serie, programma dedicato alle serie televisive.
- Stagione lirica di Radiouno in onda ogni domenica sera in prima serata (dal 1978 al 1993).
- Tre di cuori, programma di intrattenimento con Claudio Sabelli Fioretti, Nicoletta Simeone e Adriano Panatta (dal 2 ottobre 2017 al ?).[26]
- Un disco per l'esteta
- Un giorno da gambero, storie, notizie, aneddoti, curiosità e musica, con Marcella Sullo e Duccio Pasqua (dal 1º luglio 2019 al ?).[27]
- Un giorno da renna, storie, notizie, aneddoti, curiosità e musica, con Marcella Sullo e Duccio Pasqua (dal 18 dicembre 2023 al 5 gennaio 2024).[28]
- Vieni via con me, programma di viaggi.
- Voci del mattino, trasmissione di attualità internazionale e cronaca.
- 6 su Radio1, programma d'informazione mattutino.

## Notiziari

### GR1
Il GR1 è il notiziario di Rai Radio 1, curato dalla testata Giornale Radio Rai. Alcune edizioni vanno in onda in contemporanea su Rai Isoradio, Rai Gr Parlamento e Rai Radio 1 Sport. Va in onda circa ogni ora, per adempiere alla linea editoriale di Radio 1, impostata come una all-news radiofonica.
|              | Lun                              | Mar           | Mer           | Gio           | Ven           | Sab           | Dom           | Note                                                     |
| ------------ | -------------------------------- | ------------- | ------------- | ------------- | ------------- | ------------- | ------------- | -------------------------------------------------------- |
| GR1          | 0:00                             | 0:00          | 0:00          | 0:00          | 0:00          | 0:00          | 0:00          | Giornale della Mezzanotte                                |
| GR1          | 1:00 - 2:00 - 3:00 - 4:00 - 5:00 |               |               |               |               |               |               |                                                          |
| GR1          | 5:30                             | 5:30          | 5:30          | 5:30          | 5:30          | 5:30          | 5:30          | Giornale del Mattino                                     |
| GR1          | 6:00 - 7:00 - 8:00 - 9:00        |               |               |               |               |               |               |                                                          |
| GR1          | 10:00                            | 10:00         | 10:00         | 10:00         | 10:00         | 10:00         | 10:30         |                                                          |
| GR1          | 11:00                            |               |               |               |               |               |               |                                                          |
| GR1          | 12:00                            | 12:00         | 12:00         | 12:00         | 12:00         | 12:00         | 11:50         |                                                          |
| GR1          | 13:00                            | 13:00         | 13:00         | 13:00         | 13:00         | 13:00         | 13:20         |                                                          |
| GR1          | 14:00 - 15:00                    | 14:00 - 15:00 | 14:00 - 15:00 | 14:00 - 15:00 | 14:00 - 15:00 | 14:00 - 15:00 | 14:30         |                                                          |
| GR1          | 16:00 - 17:00                    |               |               |               |               |               |               |                                                          |
| GR1          | 19:00                            | 19:00         | 19:00         | 19:00         | 19:00         | 18:50 - 20:00 | 18:00 - 19:00 |                                                          |
| GR1          | 21:00 - 22:00                    | 21:00 - 22:00 | 21:00 - 22:00 | 21:00 - 22:00 | 21:00 - 22:00 | 21:30         | 21:30         |                                                          |
| GR1          | 23:00                            |               |               |               |               |               |               |                                                          |
| GR1 Sport    | 00:20                            | 00:20         | 00:20         | 00:20         | 00:20         | 00:20         | 00:20         | Radio 1 Sport fino a novembre 2015                       |
| GR1 Sport    | 8:25                             | 8:25          | 8:25          | 8:25          | 8:25          | 8:20          | 8:20          | Radio 1 Sport fino a novembre 2015                       |
| GR1 Sport    | 13:20 - 19:20                    | 13:20 - 19:20 | 13:20 - 19:20 | 13:20 - 19:20 | 13:20 - 19:20 | ·             | ·             | Radio 1 Sport fino a novembre 2015                       |
| GR1 Economia | 18:00                            | 18:00         | 18:00         | 18:00         | 18:00         | ·             | ·             | In onda da Milano, all'interno di Italia sotto inchiesta |

### GR Regione
Notiziario a cura della TGR, diffuso a livello locale dalle sedi regionali della Rai (solo FM, per DAB viene trasmesso a livello nazionale il notiziario della regione Lazio).
|            | Lun          | Mar          | Mer          | Gio          | Ven          | Sab          | Dom   | Note                                                                                      |
| ---------- | ------------ | ------------ | ------------ | ------------ | ------------ | ------------ | ----- | ----------------------------------------------------------------------------------------- |
| GR Regione | 7:18 - 12:10 | 7:18 - 12:10 | 7:18 - 12:10 | 7:18 - 12:10 | 7:18 - 12:10 | 7:18 - 12:10 | 12:15 | 7:18 / 12:30 GR Friuli Venezia Giulia                                                     |
| GR Regione | 18:30        | 18:30        | 18:30        | 18:30        | 18:30        | ·            | ·     | nel Friuli Venezia Giulia è sempre andata in onda dal 27 ottobre 2014 in tutte le Regioni |

## Servizi
Gli orari di messa in onda di ogni servizio Rai sottocitati potrebbero subire variazioni; pertanto, questa tabella riguardante gli orari dei servizi Rai è suscettibile di variazioni e potrebbe non essere aggiornata.
|           | Orario | Note                                                                              |
| --------- | --- | --------------------------------------------------------------------------------- |
| Meteo     | 6:07 - 7:32 - 10:05 - 12:29 - 13:31 - 17:12 - 20:32 - 23:30                                                                        | ·                                                                                 |
| Ondaverde | 0:23 - 1:02 - 2:05 - 3:05 - 4:05 - 5:05 - 6:39 - 7:30 - 8:30 11:30 - 12:27 - 13:29 - 15:32 - 16:30 - 17:30 - 19:27 - 20:30 - 21:30 | alle 7:56, solo in Friuli Venezia Giulia viene trasmessa l'Onda Verde Regione FVG |
| Bolmare   | 5:55 | in onda sporadicamente la domenica mattina                                        |

## Ascolti
| Anno | Ascoltatori medi giornalieri | Fonte       |
| ---- | ---------------------------- | ----------- |
| 2015 | 4.203.000                    | Rai Radio 1 |
| 2016 | 4.127.000                    | Rai Radio 1 |
| 2017 | Dato non disponibile         | -           |
| 2018 | Dato non disponibile         | -           |
| 2019 | Dato non disponibile         | -           |
| 2020 | Dato non disponibile         | -           |
| 2021 | Dato non disponibile         | -           |
| 2022 | Dato non disponibile         | -           |
| 2023 | Dato non disponibile         | -           |
| 2024 | 3.422.000 (primo semestre)   | FM-world    |

## Sigle, stacchi e jingle
Fino al 2014, le sigle, i jingle e gli stacchi di Radio Uno erano caratterizzati da un sound tradizionale e istituzionale, con melodie solenne per il GR1, ritmi vivaci per Onda Verde e temi più seri per il Meteo. Questi elementi musicali, spesso influenzati dal jazz e dalla musica leggera, erano pensati per rendere facilmente riconoscibili i vari programmi, segnando i cambi di trasmissione e creando un'atmosfera di affidabilità e professionalità.
Dal 10 luglio 2014 le sigle del Gr1, Meteo, Onda verde, insieme a stacchi e jingle, furono create in esclusiva dai Calibro 35. Il direttore di allora, Flavio Mucciante, spiegò così questa scelta: "Il tradizionale suono dell'arpa viene sostituito da una fusione di jazz, rock e funk, arricchita da un tocco vintage in stile Rai, reinterpretato in chiave moderna".
Da lunedì 11 dicembre 2023, sono state introdotte nuove musiche per il Giornale Radio, Onda Verde e Meteo..

## Slogan
Dall'11 dicembre 2023 lo slogan utilizzato è "Rai Radio1: la tua finestra sul mondo".
Le informazioni specifiche su quelli utilizzati prima di questa data non sono reperibili.

## Direttori
| Nome              | Inizio carriera  | Fine carriera    | Ad interim |
| ----------------- | ---------------- | ---------------- | ---------- |
| Paolo Ruffini     | 29 aprile 1996   | 5 maggio 2002    | No         |
| Bruno Socillo     | 6 maggio 2002    | 19 novembre 2006 | No         |
| Antonio Caprarica | 20 novembre 2006 | 9 agosto 2009    | No         |
| Antonio Preziosi  | 10 agosto 2009   | 12 marzo 2014    | No         |
| Flavio Mucciante  | 13 marzo 2014    | 4 agosto 2016    | No         |
| Andrea Montanari  | 5 agosto 2016    | 14 giugno 2017   | No         |
| Gerardo Greco     | 15 giugno 2017   | 24 giugno 2018   | No         |
| Roberto Pippan    | 25 giugno 2018   | 30 ottobre 2018  | Si         |
| Luca Mazzà        | 31 ottobre 2018  | 15 maggio 2020   | No         |
| Simona Sala       | 15 maggio 2020   | 17 novembre 2021 | No         |
| Andrea Vianello   | 18 novembre 2021 | 24 maggio 2023   | No         |
| Francesco Pionati | 25 maggio 2023   | 11 giugno 2025   | No         |
| Nicola Rao        | 11 giugno 2025   | in carica        | No         |

## Loghi

1991-1994
1994-1997
1997-2000
2000-2003
2003 - 18 maggio 2010
18 maggio 2010 - 14 settembre 2014
15 settembre 2014 - 17 settembre 2017
In uso dal 18 settembre 2017